# Glypta xanthogastra
Glypta xanthogastra är en stekelart som beskrevs av Cameron 1905. Glypta xanthogastra ingår i släktet Glypta och familjen brokparasitsteklar. Inga underarter finns listade i Catalogue of Life.